# هافانا (إلينوي)
هافانا (بالإنجليزية: Havana, Illinois)‏ هي مدينة تقع في الولايات المتحدة في إلينوي. يقدر عدد سكانها بـ 3,577 نسمة .

## التركيبة السكانية
حدّد مكتب تعداد الولايات المتحدة بيانات التركيبة السكانية لهافانا في تعداد الولايات المتحدة. في ما يلي، التركيبة السكانية حسب تعدادي 2000 و2010.

### تعداد عام 2000
بلغ عدد سكان هافانا 3,577 نسمة بحسب تعداد عام 2000، وبلغ عدد الأسر 1,467 أسرة وعدد العائلات 981 عائلة مقيمة في المدينة. في حين سجلت الكثافة السكانية 474.4 نسمة لكل كيلومتر مربع (1,228.7/ميل2). وبلغ عدد الوحدات السكنية 1,587 وحدة بمتوسط كثافة قدره 210.5 لكل كيلومتر مربع (545.2/ميل2).
وتوزع التركيب العرقي للمدينة بنسبة 98.49% من البيض و0.14% من الأمريكيين الأفارقة و0.14% من الأمريكيين الأصليين و0.53% من الأمريكيين ذوي الأصول الآسيوية و0.06% من الأعراق الأخرى و0.64% من عرقين مختلطين أو أكثر و0.59% من الهسبانيون أو اللاتينيون من أي عرق.
بلغ عدد الأسر 1,467 أسرة كانت نسبة 31% منها لديها أطفال تحت سن الثامنة عشر تعيش معهم، وبلغت نسبة الأزواج القاطنين مع بعضهم البعض 49.8% من أصل المجموع الكلي للأسر، ونسبة 12.5% من الأسر كان لديها معيلات من الإناث دون وجود شريك،  بينما كانت نسبة 4.6% من الأسر لديها معيلون من الذكور دون وجود شريكة وكانت نسبة 33.1% من غير العائلات. تألفت نسبة 29.6% من أصل جميع الأسر من عدة أفراد يعيشون في نفس المنزل ونسبة 17.2% كانت تتألف من شخص يعيش بمفرده يبلغ من العمر 65 عاماً أو أكثر. وبلغ متوسط حجم الأسرة المعيشية 2.35، أما متوسط حجم العائلات فبلغ 2.88.
بلغ العمر الوسطي للسكان 39.5 عاماً. وكانت نسبة 23.7% من القاطنين تحت سن الثامنة عشر، وكانت نسبة 8.2% بين الثامنة عشر والرابعة والعشرين عاماً، ونسبة 25.3% كانت واقعةً في الفئة العمرية ما بين الخامسة والعشرين والرابعة والأربعين عاماً، ونسبة 19.7% كانت ما بين الخامسة والأربعين والرابعة والستين، ونسبة 19.5% كانت ضمن فئة الخامسة والستين عاماً فما فوق. يوجد لكل 100 أنثى 88.6 ذكر، ويوجد لكل 100 أنثى في الثامنة عشر من عمرها فما فوق 85.0 ذكر.
بلغ متوسط دخل الأسرة في المدينة 30,316 دولارًا، أما متوسط دخل العائلة فبلغ 35,684 دولارًا. وكان متوسط دخل الذكور 30,833 دولارًا مقابل 21,215 دولارًا للإناث. وسجل دخل الفرد الخاص بالمدينة 16,781 دولارًا. وكانت نسبة 10.2% من العائلات ونسبة 12% من السكان تحت خط الفقر، وكان من هؤلاء نسبة 19.4% تحت سن الثامنة عشر ونسبة 7.5% في الخامسة والستين من العمر وما فوق.

### تعداد عام 2010
بلغ عدد سكان هافانا 3,301 نسمة بحسب تعداد عام 2010، وبلغ عدد الأسر 1,371 أسرة وعدد العائلات 844 عائلة مقيمة في المدينة. في حين سجلت الكثافة السكانية 437.8 نسمة لكل كيلومتر مربع (1,133.9/ميل2). وبلغ عدد الوحدات السكنية 1,535 وحدة بمتوسط كثافة قدره 203.6 لكل كيلومتر مربع (527.3/ميل2).
وتوزع التركيب العرقي للمدينة بنسبة 98% من البيض و0.64% من الأمريكيين الأفارقة و0.27% من الأمريكيين الأصليين و0.30% من الأمريكيين ذوي الأصول الآسيوية و0.06% من الأعراق الأخرى و0.73% من عرقين مختلطين أو أكثر و0.45% من الهسبانيون أو اللاتينيون من أي عرق.
بلغ عدد الأسر 1,371 أسرة كانت نسبة 28.2% منها لديها أطفال تحت سن الثامنة عشر تعيش معهم، وبلغت نسبة الأزواج القاطنين مع بعضهم البعض 44.6% من أصل المجموع الكلي للأسر، ونسبة 12.8% من الأسر كان لديها معيلات من الإناث دون وجود شريك،  بينما كانت نسبة 4.1% من الأسر لديها معيلون من الذكور دون وجود شريكة وكانت نسبة 38.4% من غير العائلات. تألفت نسبة 33.5% من أصل جميع الأسر من عدة أفراد يعيشون في نفس المنزل ونسبة 18.3% كانت تتألف من شخص يعيش بمفرده يبلغ من العمر 65 عاماً أو أكثر. وبلغ متوسط حجم الأسرة المعيشية 2.31، أما متوسط حجم العائلات فبلغ 2.89.
بلغ العمر الوسطي للسكان 42.5 عاماً. وكانت نسبة 21.8% من القاطنين تحت سن الثامنة عشر، وكانت نسبة 7.8% بين الثامنة عشر والرابعة والعشرين عاماً، ونسبة 23.4% كانت واقعةً في الفئة العمرية ما بين الخامسة والعشرين والرابعة والأربعين عاماً، ونسبة 24.6% كانت ما بين الخامسة والأربعين والرابعة والستين، ونسبة 22.3% كانت ضمن فئة الخامسة والستين عاماً فما فوق. وتوزع التركيب الجنسي للسكان بنسبة 47.4% ذكور و52.6% إناث.

## أعلام
- ديبورا غرين
- آنا مالي
- فرد بيك